# Métropole de Larissa et Tyrnavos
La métropole de Larissa et Tyrnavos (en grec byzantin : Ιερά Μητρόπολις Λαρίσης και Τυρνάβου) est un évêché de l'Église orthodoxe de Grèce. Elle a son siège à Larissa en Thessalie. La ville avait un évêque dès le début du IVe siècle : saint Achille de Larissa.

## La cathédrale
- C'est l'église Saint-Achille de Larissa.

## Les métropolites
- Ierónimos (el) (né Panagiótis Nikolópoulos à Athènes en 1971) depuis 2018.
- Ignátios (né Láppas à Salamine en 1946) de 1994 à 2018.
- Seraphím (né Orfanós) de 1974 à 1989.
- Theológos (né Paschalídis) de 1968 à 1974.
- Iákovos (né Schízas) de 1960 à 1968.
- Dimítrios (né Theodósis) de 1956 à 1959.
- Dorótheos (né Kottarás) de 1935 à 1956.
- Arsénios (né Afentoúlis) de 1914 à 1934.
- Ambrósios (né Kassarás) de 1900 à 1910.
- Neóphytos (né Konstantinopoulítis ou Argyrokastrítis) de 1875 à 1896.

## Le territoire
Le territoire compte 86 paroisses dont :
- Larissa (15 paroisses)
- Ambelákia (2 paroisses)
- Ambelónas (2 paroisses)
- Gónni (2 paroisses)
- Týrnavos (4 paroisses)
- Région de Sykourion (11 paroisses)
- Région de Platykambos (18 paroisses)

## Les monastères

### Monastère d'hommes
- Monastère de la Dormition de la Mère de Dieu, dit Comnénion, fondé au XIIIe siècle à Stomion.

### Monastère de femmes
- Monastère de la Transfiguration du Sauveur, fondé au XVe siècle à Rapsani.

## Les solennités locales
- La fête de saint Achille (+ 350), le 15 mai à la cathédrale.
- La fête de saint Gédéon (+ 1818), moine et martyr le 30 décembre, à Tyrnavo.
- La fête de saint Damien (+ 1568), moine et martyr à Larissa, le 14 février, fête de la libération, au camp DAK.
- La fête de saint Georges de Rapsani (+ 1818), néomartyr à Tyrnavo, le 5 mars à Rapsani.
- La fête de saint Bessarion II archevêque de Larissa (+ 1540), le 15 septembre à Larissa.
- La fête de saint Jean, néomartyr à Larissa (+ 1773), le 21 octobre. Il était originaire de Monemvassia.
- La synaxe des saints archevêques de Larissa le dimanche qui suit le 15 mai : mémoire des saints Achille, Bessarion I et II, Denis le Miséricordieux, Thomas le Sanctifié, Néophyte, Cyprien le Thaumaturge et Antoine le nouveau théologien.

## Sources
- (el) Le site de la métropole : https://imlarisis.gr
- Diptyques de l'Église de Grèce, éditions Diaconie apostolique, Athènes (édition annuelle).